# Магнетон Бора
Магнето́н Бо́ра — фізична величина, яка визначає вклад взаємодії з магнітним полем в енергію квантово-механічної частинки. Атомна одиниця магнітного моменту.
В системі СГС:
{\displaystyle \mu _{B}={\frac {e\hbar }{2mc}}}.
В системі SI:
{\displaystyle \mu _{B}={\frac {e\hbar }{2m}}},
де e — заряд частинки, {\displaystyle \hbar } — приведена стала Планка, m — маса частинки, c — швидкість світла. Формула наведена в системі СГС.
Гамільтоніан {\displaystyle {\hat {H}}} квантово-механічної системи із одним електроном в магнітному полі з магнітною індукцією {\displaystyle \mathbf {B} } записується у вигляді
{\displaystyle {\hat {H}}={\hat {H}}_{0}-{\frac {\mu _{B}}{\hbar }}({\hat {\mathbf {L} }}+2{\hat {\mathbf {S} }})\cdot \mathbf {B} },
де {\displaystyle {\hat {H}}_{0}} — частина гамільтоніана, яка не залежить від магнітного поля, {\displaystyle \mathbf {L} } — оператор кутового моменту електрона, {\displaystyle \mathbf {S} } — оператор спіну електрона.

## Для електрона
У випадку, коли маса в формулі для {\displaystyle \mu _{B}} — це маса спокою електрона, магнетон Бора є універсальною фізичною сталою.
{\displaystyle \mu _{B}=(9.274096\pm 0.000065)\cdot 10^{-24}} Дж/Тл ={\displaystyle (9.274096\pm 0.000065)\cdot 10^{-21}} ерг/Гс.

## Ядерний магнетон
У випадку, коли маса — це одиниця ядерної маси, наведена формула визначає ядерний магнетон
{\displaystyle \mu _{N}=(5.050951\pm 0.000050)\cdot 10^{-27}} Дж/Тл =
{\displaystyle (5.050951\pm 0.000050)\cdot 10^{-24}} ерг/Гс.